# سانتینو مارلا
آنتونی کارلی (به انگلیسی: Anthony Carelli) (زاده ۱۴ مارس ۱۹۷۹) یک کشتی‌گیر حرفه‌ای کانادایی است که با نام سانتینو مارلا، در مسابقات کشتی حرفه‌ای شرکت می‌کند. مارلا از سال ۲۰۰۶، تاکنون در این رشته، و در مسابقات نوع راو فعال بوده‌است. وی در اکنون با تامینا رابطه دارد. او در راو ریونیون شرکت کرده‌است.